# Brücke Palanga

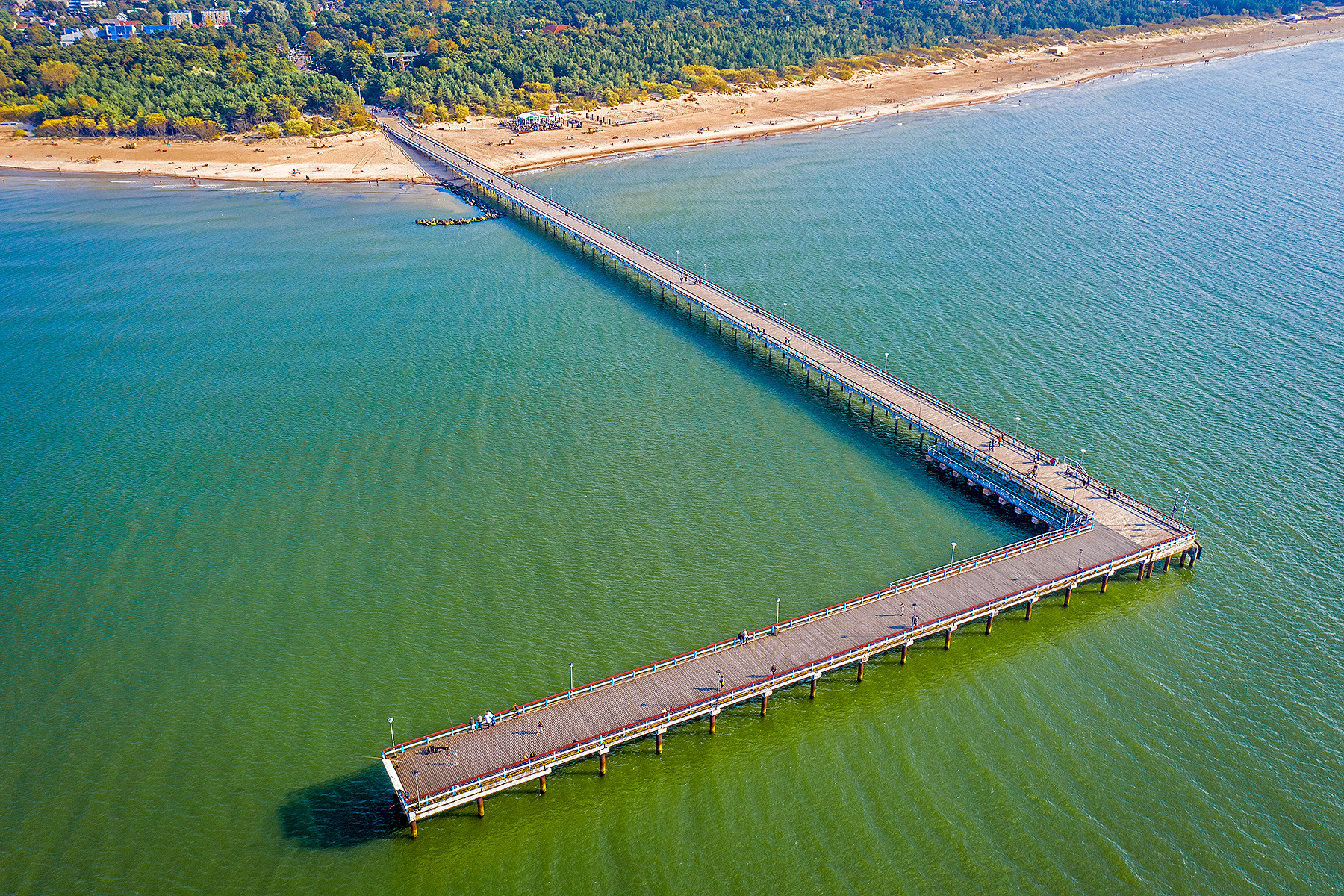
Brücke

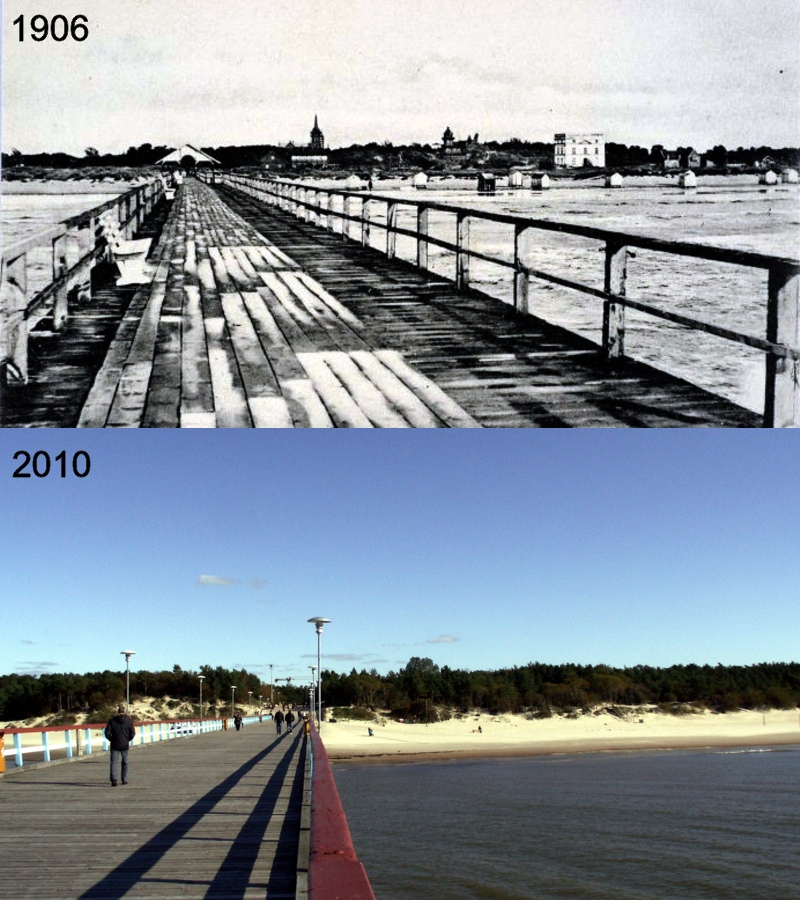
Die alte Brücke lag weiter im Norden

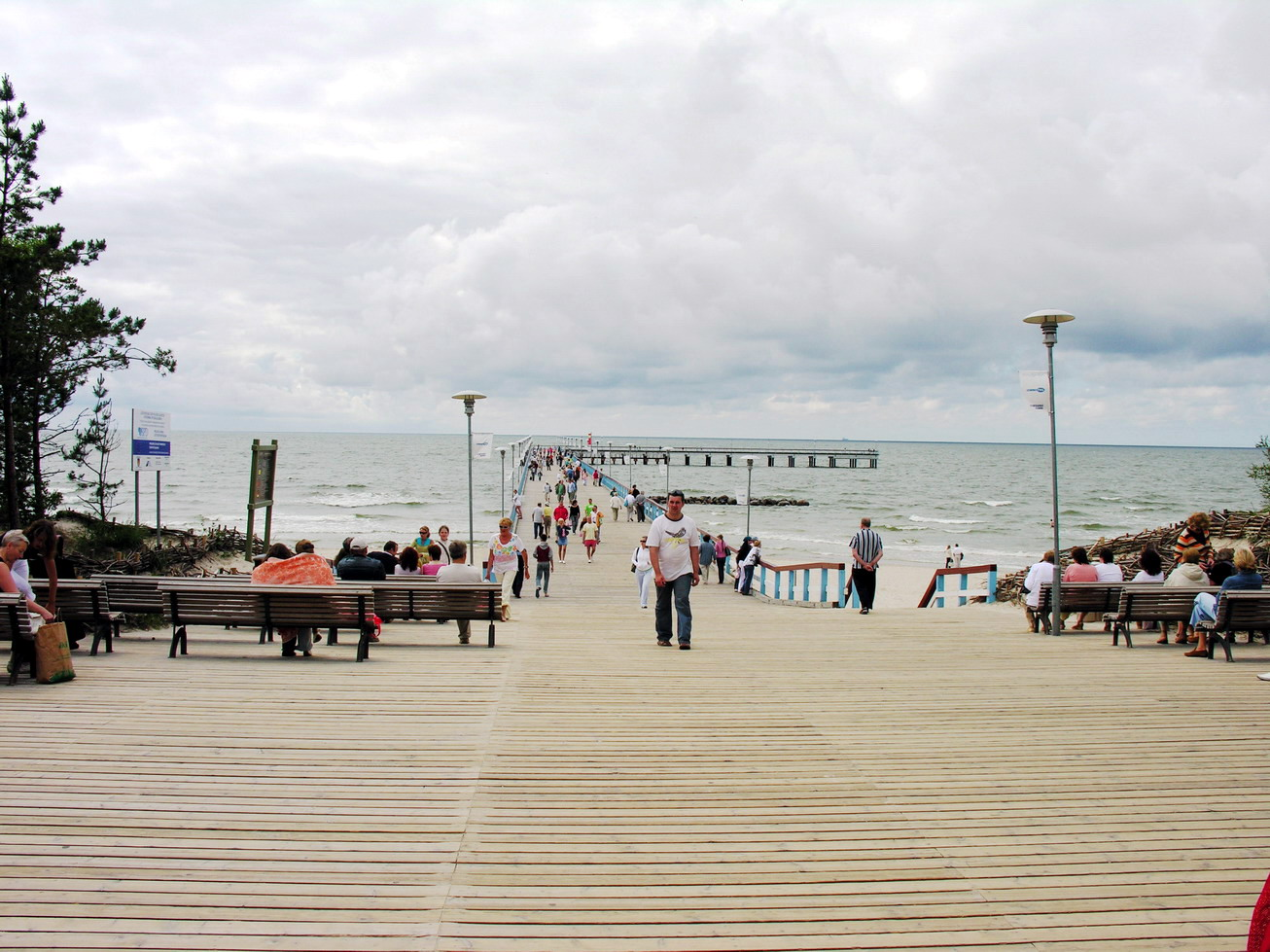
Brücke

Die Brücke Palanga (lit. Palangos tiltas) ist eine Seebrücke an der Ostsee in der westlitauischen Stadt Palanga und eine Sehenswürdigkeit der Kurortstadt.

## Geschichte
Nachdem die Engländer vom König Sigismund III. Wasa (1566–1632) das Recht erhielten, den Hafen zu erweitern, bauten sie 1589 die Seebrücke Palanga.
1882 organisierte Graf Juozapas Tiškevičius den Umbau der Seebrücke. Man benutzte sie hauptsächlich zum Export von Ziegelsteinen, für deren Transport zum Hafen Palanga eine Straßenbahn eingerichtet wurde. Im Sommer diente die Seebrücke als Flaniermeile. Man baute Altane zum Schutz vor dem Regen. Ab 1892 benutzte man die Brücke nur noch als Fußgängerzone. Im August 1899 gab es an der Brücke die Premiere des ersten litauischen Theaterstücks „Amerika im Dampfbad“ (lit. Amerika pirtyje) von Keturakis.
Die 1997 weiter südlich gebaute Seebrücke ist 470 Meter lang.

## Einzelnachweise

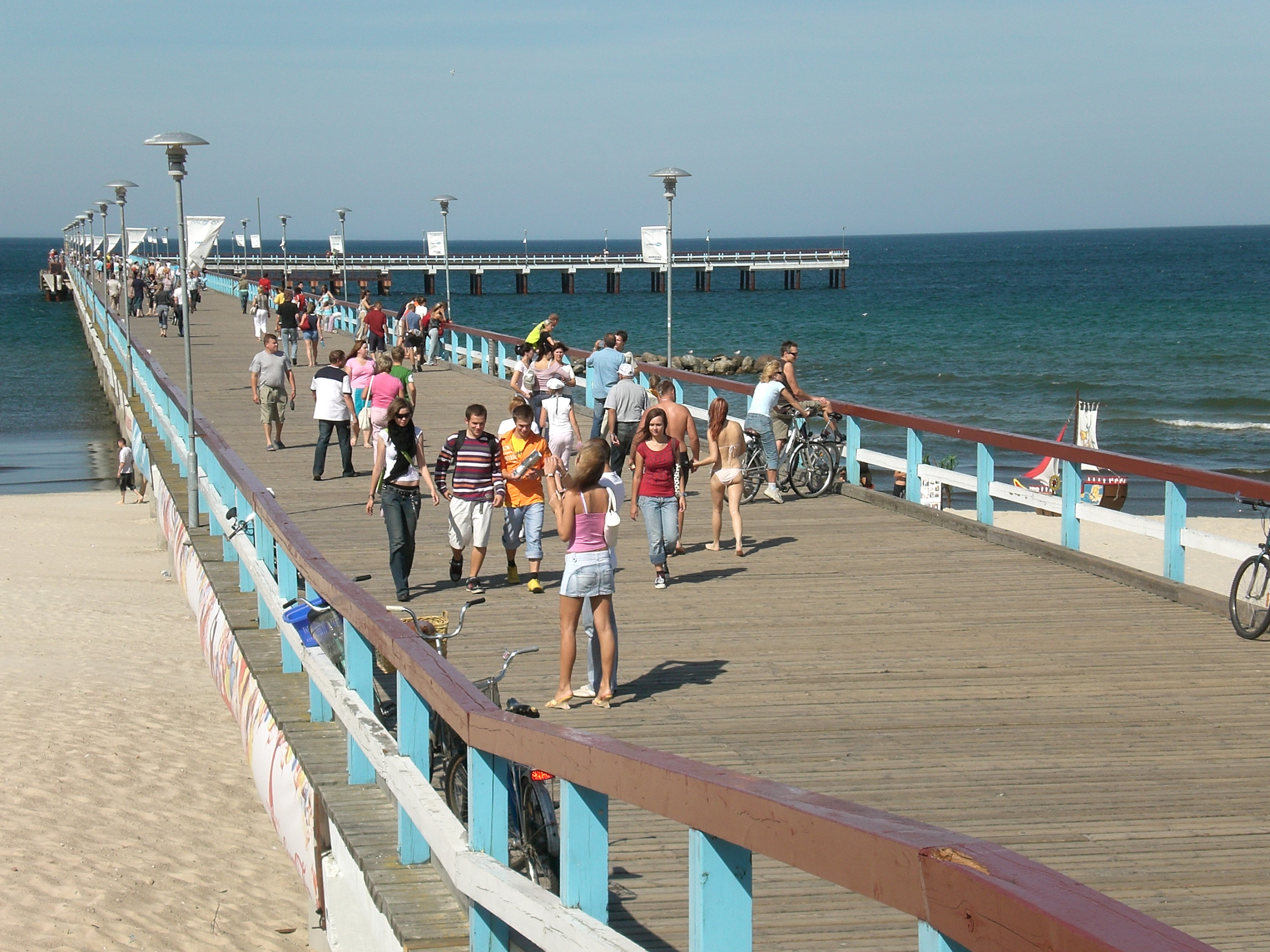
Urlauber
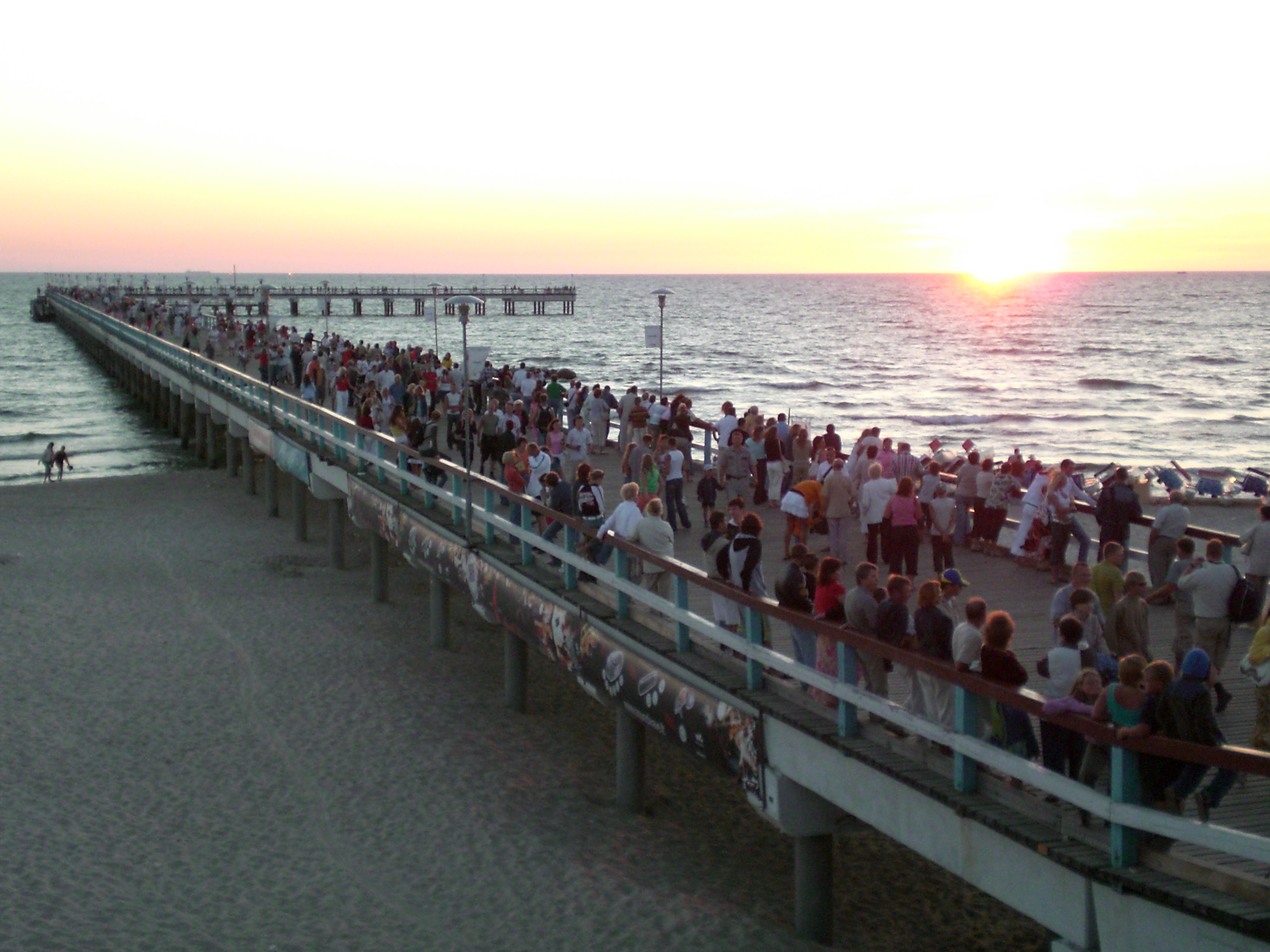
Sonnenuntergang 2006
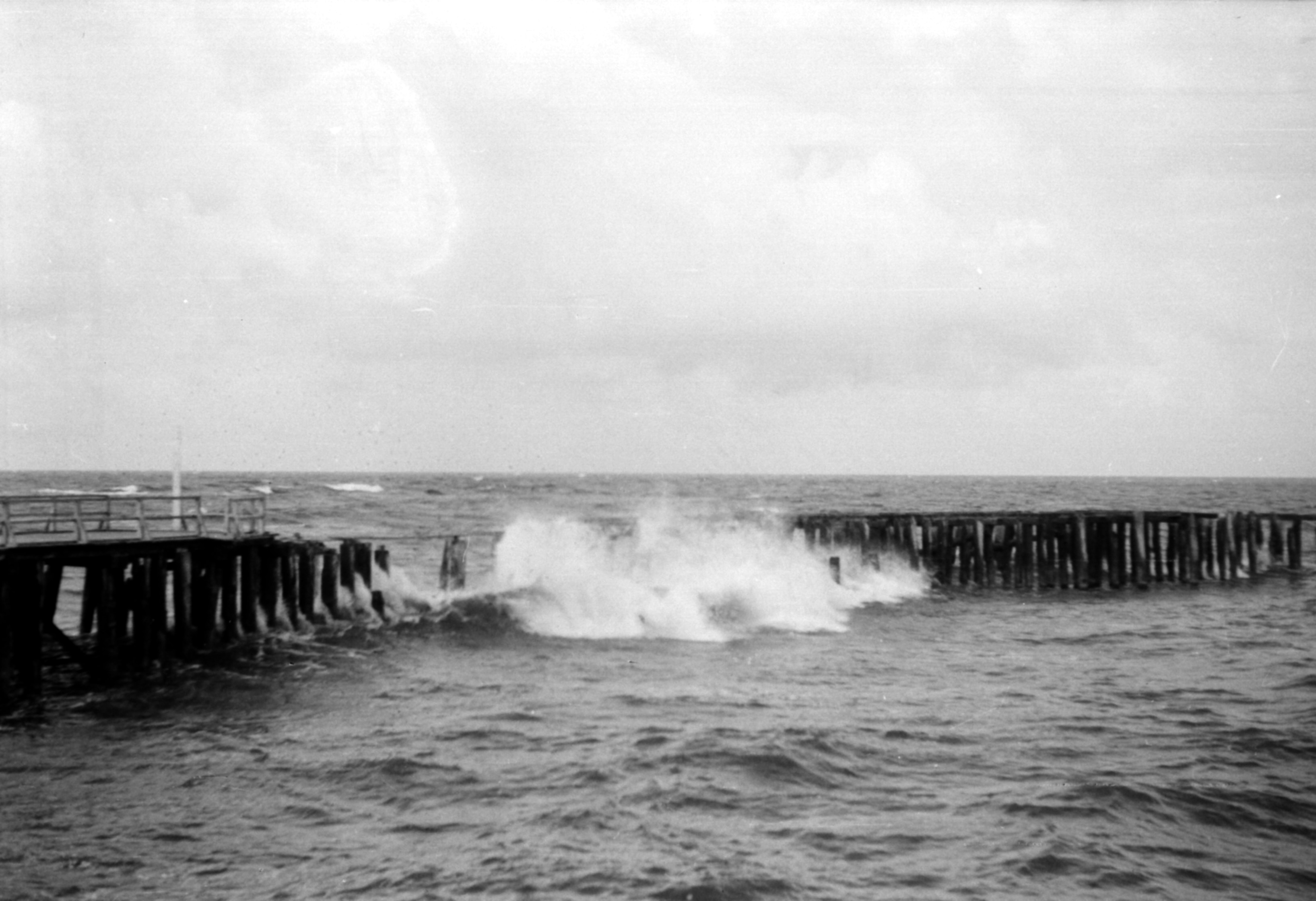
Brücke, 1956
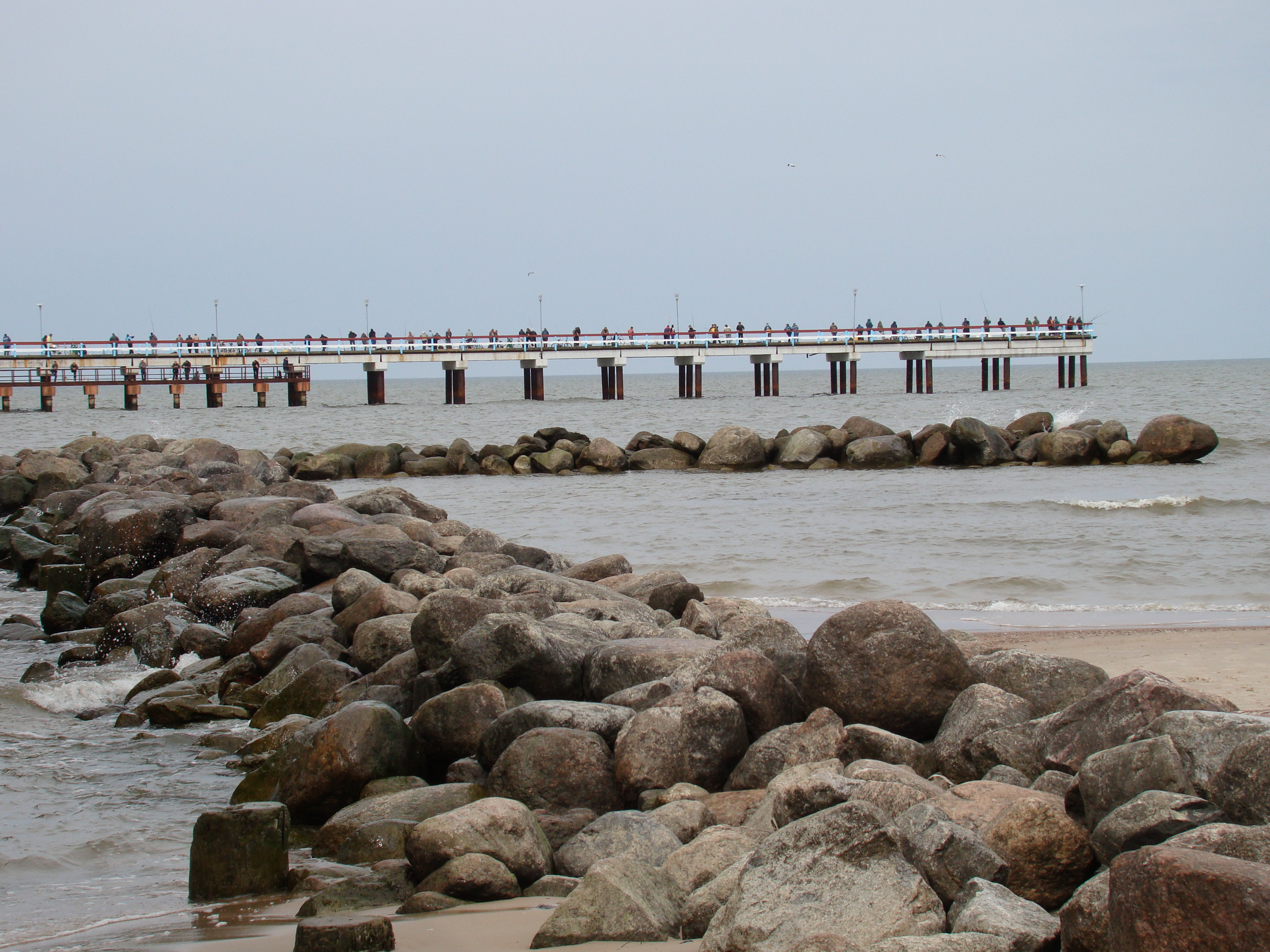